# 安斗煕
安 斗煕（アン・ドゥヒ、1917年3月24日 - 1996年10月23日）は、大韓民国の軍人で特務機関員。号は曜山、山南。本貫は順興安氏。
朝鮮独立運動家の金九を射殺した暗殺者として韓国では有名である。裁判では終身刑を受けるが、李承晩大統領によって減刑されて1年も満たずに韓国陸軍に復帰して朝鮮戦争に従軍した。後に日本でも工作活動をしていたことで知られるが、李承晩の失脚後は迫害を受けた。引退後、金九を信奉する朴琦緖の手によって自宅で撲殺された。

## 略歴
日本領朝鮮の平安北道龍川郡出身。高等商業学校卒業。明治大学法学科3年中退。光復後に帰郷するも、1947年に脱北し西北青年会に入会。韓国陸軍士官学校8期生。
1949年6月26日に韓国陸軍砲兵少尉であった安斗煕は、朝鮮独立運動指導者の金九を暗殺した。金九の暗殺は公式には安斗煕の単独犯であるとされているが、大規模な陰謀の実行犯の1人に過ぎないとも考えられている。現在でも背後関係の真相は不明で陰謀の存在を示す直接的な証拠は見つかっていない。
安斗煕は終身刑に処せられたが、韓国初代大統領に就任した李承晩により懲役15年に減刑された。安斗煕は裁判では単独犯であることを主張した。
1950年に朝鮮戦争が勃発すると刑務所から釈放されて韓国陸軍の将校に復帰、獄中にいたのは拘置期間も含めて1年未満だった。1953年、記録上では陸軍中佐として退役したが、その後も韓国軍の特務機関員（韓国の工作員）として活動した。1959年、新潟日赤センター爆破未遂事件では、「姜斗煕」という偽名を使って日本に密入国して北韓送還阻止を計画していたことがわかっている。
1960年、四月革命で安の庇護者であった李承晩が失脚すると、金九暗殺真相究明委員会が発足して追及の手を伸ばしてきたために、以降は何度も偽名を変えて隠れて暮らしたが度々、路上で暴行を受けた。1961年4月18日に同委員会の幹事であった金龍煕に捕まって警察に突き出されたが、すでに一度裁かれている件を受理せず時効を理由に釈放された。さらに1965年には白凡読書会長の郭泰榮の襲撃を受けて首を刺され、瀕死の重傷を負った。以後は安英俊という偽名で潜伏生活を続け、生活に困窮し1980年代からは隠れるのを諦めていたが1987年にも暴行を受けた。
1992年4月13日、証言録を出版したがその中で「金九の暗殺は李承晩政権の国家安全保障の長官を務めた金昌龍の命令であった」と述べ、金九のライバルだった李承晩の関与を示唆した。
1996年10月23日、高齢となった安斗煕は金九の熱烈な信奉者であった朴琦緖によって撲殺された。
2001年、韓国の国史編纂委員会は公開された1949年のアメリカ合衆国軍事資料から安斗煕はアメリカ軍のスパイでもあり、反共テロ団体の白衣社の構成員であったことを発見したと発表した 。

## 評価
韓国では安重根や尹奉吉、金載圭に並ぶ知名度を誇る最も有名な暗殺者の1人ではあるものの、李承晩のエージェントだった印象が強く李政権退陣後の不遇に繋がっている。